# Filippo de Blasio
Filippo de Blasio (Guardia Sanframondi, 30 aprile 1820 – Napoli, 3 ottobre 1873) è stato un giurista italiano.

## Biografia
Nato a Guardia Sanframondi, all'epoca in Terra di Lavoro ed oggi in provincia di Benevento, compì a Napoli i suoi studi in giurisprudenza dove fondò anche una scuola di diritto che ebbe problemi con la polizia borbonica per la diffusione di idee innovative e moderne. Si dedicò, quindi alla carriera forense, "accompagnando l'ornata e pur limpida parola con l'efficace, stretto e severo argomentare". Essendo all'epoca fra i legali più noti di Napoli, durante la Luogotenenza di Garibaldi delle Province meridionali, il generale Cialdini lo nominò prima Direttore del Dipartimento di Grazia e Giustizia a Napoli (settembre 1860) quindi prefetto di Polizia di Napoli (novembre 1860) e in seguito (luglio 1861), in sostituzione di Silvio Spaventa, Segretario Generale del Ministero dell'Interno e Polizia a Napoli. 
Fu anche Segretario generale nel Dicastero di Grazia e Giustizia a Torino e quindi deputato nel collegio di Montesarchio. Collaborò fra l'altro, alla riforma del Codice Civile. La sua attività politica continuò poi a Napoli come Consigliere Comunale e Provinciale, con il gruppo dei liberali, ed infine negli ultimi anni della sua vita si dedicò ai bisognosi come Governatore del R. Albergo dei Poveri. Mori in Napoli nel 1873. 

## Opere
- Trattato del dolo e della frode in materia civile e commerciale di Chardon (Olivier-Jacques, M.), Francesco Bianco, Filippo de Blasio, ed. Jovene, 1843